# Denis McDonough
Denis Richard McDonough (Stillwater, 2 de dezembro de 1969) é um político norte-americano, que atualmente serve como Secretário de Assuntos dos Veteranos dos Estados Unidos no governo do presidente Joe Biden. Também serviu como o 26º Chefe de Gabinete da Casa Branca na administração de Barack Obama, entre 25 de janeiro de 2013 e janeiro de 2017.

## Biografia
McDonough, originário de uma família católica de Minnesota, cursou a Saint John's University na localidade de Collegeville. Durante este período universitário foi também um destaque no futebol, atuando como safety na equipa local: Saint John's Johnnies. Em 1992, graduou-se em História e Espanhol. Após completar os estudos, McDonough viajou pela América Central e passou a lecionar numa escola secundária de Belize. Ao retornar aos Estados Unidos, graduou-se pela conceituada Universidade de Georgetown em 1996.
De 1996 a 1999, McDonough trabalhou no Comité de Assuntos Externos do Senado como especialista em América Latina. Em seguida, foi secretário do senador Tom Daschle e, após a derrota deste em 2004, tornou-se secretário de Ken Salazar.
McDonough teve um grande salto na sua carreira política em 2007, quando Mark Lippert, o então secretário de Barack Obama, foi chamado de volta ao Iraque, deixando o cargo vago.

## Administração Biden
O presidente eleito Joe Biden escolheu McDonough para liderar o Departamento de Assuntos de Veteranos. Ele seria o segundo não veterano a chefiar esse departamento. Foi confirmado pelo Senado em 8 de fevereiro de 2021 e foi empossado no cargo no dia seguinte.